# Falkenham
Falkenham – wieś w Anglii, w hrabstwie Suffolk, w dystrykcie East Suffolk. Leży 15 km na południowy wschód od miasta Ipswich i 116 km na północny wschód od Londynu.